# Армия Далмации (Франция)
Армия Далмации (фр. Armée de Dalmatie) — армия Французской империи. Первоначально сформирована Наполеоном 12 января 1806 года как Далматская дивизия (фр. Division de Dalmatie) для завоевания региона Далмация. 7 июля 1806 года дивизия была развёрнута в полноценную армию. 5 июня 1809 года была преобразована в 11-й армейский корпус Армии Германии.

## Командный состав армии

### Главнокомандующие
- дивизионный генерал Габриэль Молитор (12 января 1806 – 7 июля 1806)
- дивизионный генерал Огюст Мармон (7 июля 1806 – 17 июля 1809)

### Начальники штаба армии
- полковник штаба Жан Монфалькон (12 января 1806 – 7 июля 1806)
- дивизионный генерал Мартен Виньоль (7 июля 1806 – 30 сентября 1808)
- полковник штаба Жозеф Делор (30 сентября 1808 – 17 июля 1809)

### Командующие артиллерией армии
- бригадный генерал Луи Тирле (7 июля 1806 – 17 июля 1809)

### Командующие инженерами армии
- бригадный генерал Жан Пуатвен де Морелян (31 августа 1806 – 1809)
- капитан Пьер Долле (1809)

## Состав армии
- штаб армии
- 1-я пехотная дивизия
- 2-я пехотная дивизия